# María Jesús Varona
María Jesús Varona Ibáñez, también conocida como Chus Varona (n. Madrid (España; 3 de enero de 1958), es una actriz española, tanto de imagen como de doblaje, y directora de teatro. Además, ha ganado diversos premios de interpretación y dirección, como por el ejemplo el de mejor actriz principal en el VI Certamen Villa del Álamo y el XII Certamen Villa de Navalcarnero. Y es considerada el alma mater del grupo de teatro El comodín.

## Biografía
Nace un 3 de enero de 1958, en Madrid (España), y pronto comienza a dedicarse al mundo de la interpretación. Estudia interpretación en la Real Escuela Superior de Arte Dramático (RESAD) con profesores como José Osuna, Alberto González Vergel y William Layton. Hace Ballet Clásico en Liceo Navima de Madrid, donde tiene como profesores a Leif Ornberg y Carmina Ocaña. Además, su formación se amplía con cursos de Teatro clásico y verso con José Franco, Alicia Sánchez y Ángel Amorós.
Pero es con el consagrado Salvador Arias con quien aprende Técnica de doblaje e Interpretación ante el micrófono. Posteriormente, realiza cursos de Expresión corporal y Técnica teatral con Julio Lázaro. Pero sin dejar al margen la principal herramienta de su vocación, por eso asiste a clases de Voz en el actor tanto con Alfonso Romera como con Luz Olier.
Ya en 2011, como muestra del constante aprendizaje que se mantiene en el mundo de la interpretación, realiza una aproximación a Shakespeare con Charo Amador como profesora.

## Trabajos
En 1975, con 17 años y después de ganar un concurso de voces nuevas para protagonizar la radionovela Me llaman gorrión, dirigida por Manolo Bermúdez, se incorporó al cuadro de actores de la Cadena SER (RADIO MADRID). Allí permaneció hasta su disolución como actriz colaboradora habitual, participando en numerosos teatros y novelas radiofónicas, así como programas publicitarios. Y durante su estancia en esta cadena es dirigida en su trabajo por diversos directores como Luis Durán, Manolo Bermúdez, Juan de Toro y Miguel de los Santos. 
Desde el inicio de su carrera, no deja de trabajar como actriz de doblaje, colaborando en varios estudios de Madrid, además de haber estado contratada en Sincronía y Estudios Cartagena, y trabajando con directores como: Arturo López, Roberto Cuenca, Alfonso Laguna, Eduardo Gutiérrez, José Luis Gil, Antonio Gálvez, Luz Olier, Fernando de Luis, Miguel Ángel Garzón, José Luis Angulo y Luis Manuel Martínez, entre otros.

## Doblaje
Ha participado en numerosas películas y series como actriz de Doblaje. Su primer trabajo fue en la miniserie Los miserables y a lo largo de los años ha trabajado en series y películas como Urgencias, Las chicas Gilmore, Embrujadas, Anatomía de Gray (voz de Ellis Gray), La trampa del mal, Harry Potter, Buscando a Nemo (como Bárbara), El Príncipe Valiente (como la Reina Ginebra), Agua, etc. Dentro de los últimos trabajos podemos destacar la serie Ben y Holly (dibujos animados), Dexter, Mike y Molly, El cuarteto, Hijos de la anarquía (voz de Margaret), The Big Bang Theory (la madre de Howard Wolowitz), Los Miller, The last ship Gotham, Annabelle y otros. Así mismo ha trabajado en diversos videojuegos entre los que podemos destacar Dishonored, poniendo voz al personaje Doña Andrajos.

## Teatro
- El maleficio de la mariposa de Federico García Lorca, con dirección de Herminia Ureña.
- Brehom solo quería jugar, con dirección de José Manuel Lopera.
- La balada de los tres inocentes, con dirección de Daniel Fortea
- Usted tiene ojos de mujer fatal, con dirección de Daniel Fortea.
- Homenaje generación del 27, con dirección de Daniel Fortea.
- Para ti es el mundo, con dirección de José Franco Pumarega.
- Entremeses de Cervantes, con dirección de José Franco Pumarega.
- Digo vivir (recital poético).
- Los hijos de Kennedy, con dirección de José Manuel Lopera.
- ¿Dónde está el queso del rey? (Teatro infantil).
- Caperucita roja (Teatro Infantil).
- Vengan corriendo que les tengo un muerto.
- Y fueron felicesssss…, con dirección de Julia Olmedo.
- Seis personajes en busca de autor, con dirección de Iñaki Rubio y Chon de las Heras.
- Medea en el espejo, con dirección de Rafael Cremades.
- La bella Frivolina, con dirección de José Luis Gago.
- El mejor cuplé (Cabaret)
- Poesía en movimiento (ciclo de recitales poéticos.)
- Tejas verdes, con dirección de Jesús Cuadrado
- Gorditas, con dirección de Loly Rodríguez.
- La Casa de Bernarda Alba dirección José Manuel Pardo

## Televisión
- Encantada de la vida (Antena 3), colaboración en los fragmentos de las obras: Las Entretenidas, Cómo están las mujeres y Federica de Bramante, con dirección de Ángel Fernández Montesinos.
- Mamá quiere ser artista (Antena 3), con dirección de Ángel Fernández Montesinos
- A ver si llego (Telecinco), con dirección José Luis Moreno
- La que se avecina (Telecinco)
- Cuéntame (TVE)
- Amar es para siempre para Antena 3

## Cine
- Relaciones casi públicas, bajo la dirección de José Luis Sáenz de Heredia.
- Cómo están ustedes de Alejo Loren (cortometraje).[4]

## Dirección teatral
- Melibea no quiere ser mujer
- Digo vivir
- Lisístrata
- De Aldonzas y Dulcineas
- Sin silicona
- Retratos de mujer (recital poético)
- Ciclo Poesía en movimiento
- El maleficio de la mariposa
- Tejas verdes
- El mejor cuplé
- La noche de Sabina
- La extraña pareja
- En el túnel un pájaro
- Soliloquio (lectura dramatizada)
- Leonor de Aquitania (lectura dramatizada)
- Triple garganta (lectura dramatizada)

## Dirección doblaje
Comienza sus primeras direcciones de doblaje en el año 2013 con películas como: Welcome to the Punch, One Small Hitch,  Hablando por los codos, The Lords of Salem y la serie para Canal Plus TV: Political Animals.
Otras direcciones: The Flash serie tv, Hemlock Grove serie tv, La liga de la justicia contra la liga Bizarra animación, La liga de la justicia contra la legión del mal, animación, No way José, largometraje, Llama a la comadrona serie tv, Arrested development temporadas de 1 a 3, serie tv, The Hollow, largometraje, Houdini y Doyle, serie tv, Legends of Tomorrow, serie TV, Sense 8 serie TV temporada 2, Frequency serie TV, Heavy Heart telefilm, La liga de la justicia en acción, serie animación, El día de la novia, telefilm, Don Verdean, telefilm, Castle Rock, serie TV, Balthazar, serie TV, Los Conner, serie TV, La espía roja, cine, Dilili en París, cine animación, Abominable, cine animación, Insatiableserie Netflix, El joven Wallander serie Netflix, La Revolution serie Netflix, Mytho, serie Netflix, ¿Por qué matan las mujeres? serie HBO, We are who we are serie HBO, El club secreto de los no herederos al trono telefilm Disney, The Good Doctor serie TV, Normandía al desnudo cine, Hamster y Gretel, serie animación 

## Premios
I Certamen de teatro José Mª Rodero (Pozuelo) a la Mejor actriz secundaria por Los hijos de Kennedy. 
VI Certamen Villa del Álamo y XII Certamen Villa de Navalcarnero a la Mejor actriz principal por Vengan corriendo que les tengo un muerto. 
VII Certamen Torrejón de la Calzada, VIII certamen Villa del Álamo, I Certamen Ciudad de Majadahonda, VIII Certamen José Mª Rodero (Pozuelo) a la Mejor actriz secundaria por Seis personajes en busca de autor. 
Varios premios de Dirección por Melibea no quiere ser mujer, Lisístrata y De Aldonzas y Dulcineas.
Premio Retake 2020 mejor Dirección de Doblaje TV por Insatiable, serie para Netflix.
Premio La magia de la voz 2023, otorgado en  connivencia con La voz de tu vida en defensa de la esencia del doblaje frente a lo artificial.

## Docencia
Comienza su labor docente dando clases de Ballet Clásico a alumnas de infantil en el Colegio Mater Salavatori de Madrid durante el curso 75-76.
Desde hace años, se dedica a transmitir sus conocimientos a las nuevas generaciones de futuros actores, tanto en el campo del doblaje en AM Estudios, como en el de la interpretación teatral en la Casa de la Cultura de Collado Villalba.